# Zenevredo
Zenevredo es una localidad y comune italiana de la provincia de Pavía, región de Lombardía, con 489 habitantes.

## Evolución demográfica
| Gráfica de evolución demográfica de Zenevredo entre 1861 y 2001 |
|                                                                 |
| Fuente ISTAT - elaboración gráfica de Wikipedia                 |

## Celebridades
El 27 de marzo de 1849 nació aquí el escritor, diplomático, arqueólogo y aforista Alberto Pisani Dossi, llamado Carlo Dossi, miembro del movimiento literario llamado Scapigliatura.